# Meteoros+
Meteoros+ es el segundo y último álbum de estudio del supergrupo argentino Meteoros. Fue lanzado el 23 de abril de 2019 a través del sello Sony Music.
Es el único álbum del grupo con la cantante Rosario Ortega, quien reemplazó a Julieta Venegas en 2016. Cuenta con las colaboraciones de artistas como Kevin Johansen y Roberto Musso.
| N.º | Título                                            | Duración |  |
| 1.  | «Apagando el fuego»                               | 3:43     |  |
| 2.  | «Chica en Buenos Aires» (con Emmanuel Horvilleur) | 4:05     |  |
| 3.  | «Vacaciones de mi mente»                          | 3:14     |  |
| 4.  | «Poliamor» (con Kevin Johansen)                   | 3:06     |  |
| 5.  | «Martes otra vez» (con Roberto Musso)             | 4:16     |  |
| 6.  | «Hoy soñé» (con Vicentico)                        | 4:43     |  |
| 7.  | «La quietud del movimiento» (con Javiera Mena)    | 3:16     |  |
| 8.  | «Apaguen esa pista» (con Emmanuel Horvilleur)     | 3:04     |  |
| 9.  | «Disconformidad» (con Javiera Mena)               | 3:34     |  |
| 10. | «Tu perdición»                                    | 3:28     |  |
| 11. | «Intuición»                                       | 3:55     |  |